# Bivallum
Bivallum — рід грибів родини Rhytismataceae. Назва вперше опублікована 1991 року.

## Класифікація
До роду Bivallum відносять 7 видів:
- Bivallum diselmatis
- Bivallum heterosporum
- Bivallum microstrobi
- Bivallum panamense
- Bivallum pilgerodendri
- Bivallum podocarpi
- Bivallum zelandicum